# Deca ponoći
Deca ponoći je drugi po redu roman Salmana Rušdija, prvi put objavljen 1981. godine. To je epsko delo magijskog realizma, i smatra se najboljim primerom postkolonijalne literature u Indiji.

## Sinopsis
Deca ponoći je alegorijski roman koji govori o događajima koji su prethodili nezavisnosti Indije i, većim delom, događajima neposredno posle. Glavni junak romana, po imenu Salem Sinaj, je telepata neobičnog nosa, rođen tačno u trenutku kada Indija stiče nezavisnost, u ponoć 15. avgusta 1947. godine. Roman je podeljen u tri knjige, od kojih prva govori o Salemovoj porodici pre njegovog rođenja, druga prati Salemovo detinjstvo, a treća prati Salema kao odraslog čoveka, sve do smrti.
Salem otkriva da su sva deca rođena u Indiji između ponoći i 1 ujutro 15. avgusta 1947. godine rođena sa natprirodnim moćima. On koristi svoj telepatski dar da okupi svu Decu ponoći na konvenciju u svojoj glavi. Društvo Dece Ponoći, kako on naziva ovu konvenciju, na više načina odslikava kulturološke, lingvističke, socijalne, religijske i političke različitosti u mnogoljudnoj Indiji u trenutku osamostaljivanja. Salem pokušava da okupi svu geografski udaljenu decu na jedno mesto i u isto vreme da otkrije značenje njihovih moći. Dvoje dece koje osim Salema imaju najznačajnije uloge u romanu su Šiva, Salemov nemezis (biološko dete Salemovih roditelja zamenjeno sa Salemom u porodilištu), i Parvati-Veštica.
Društvo Dece Ponoći se raspada kada Salem ostane bez svog dara telepatije, međutim tada on otkriva preosetljivost svog čula mirisa, kojim je u stanju da nanjuši čak i emocije. Većina njegove porodice gine u raznim ratovima koji se odvijaju na indijskom potkontinentu sredinom 20. veka. Nesrećnim slučajem Salem gubi pamćenje, da bi mu se ono vratilo nakon kvazi-mitološkog putovanja u prašumu Sundarbani, nakon čega se sreće sa svojim drugovima iz detinjstva.
Salem kasnije postaje umešan u političke igre oko Indire Gandi i politike kontrole širenja populacije u Indiji sterilizacijom najnižih slojeva stanovništva. Salema drže kao političkog zatvorenika; u ovom delu romana Rušdi otvoreno kritikuje politiku Indire Gandi, čiji apsolutizam smatra ličnom željom za moći koja se graniči sa uzdizanjem na nivo božanstva. Sterilizacija označava i kraj Dece ponoći, i Salemu ne preostaje ništa drugo osim da sakupi ostatke svojih sećanja u memoare koje piše za svog sina, koji je takođe na natprirodan način povezan sa istorijom svoje države.

#### Glavni likovi
Deca ponoći je izuzetno obiman roman i pun je likova, kako onih bezimenih tako i onih koji su predstavljeni poimence. Ovde su dati samo likovi koji su najznačajniji za radnju ili se najviše pominju, i to redosledom kako se hronološki pojavljuju u romanu.
- Padma je Salemova ljubavnica koja igra ulogu slušaoca Salemove priče koja čini strukturu romana.

- Adam Aziz je lekar edukovan na Zapadu, otac Amine Sinaj i deda Salema Sinaja.

- Nasema Gani je kći bogatog zemljoposednika Ganija, prvi pacijent doktora Aziza, kasnije njegova supruga i majka Amine Sinaj.

- Amina Sinaj (rođena kao Mumtaza Aziz) je srednja kći Adama Aziza i Naseme Gani, majka Salema Sinaja.

- Ahmed Sinaj je Aminin suprug i Salemov otac, čiji san je da preuredi Kur'an u hronološku celinu.

- Vilijam Metvold je Englez od koga Sinajevi kupuju kuću u Bombaju. Metvold zavodi Vanitu, suprugu Malog Vilija Vinkija i majku Šive, i ona ostaje trudna; tako je Metvold zapravo Salemov biološki otac.

- Mali Vili Vinki je lokalni zabavljač, Šivin otac.

- Vanita je supruga Malog Vilija Vinkija, zapravo Salemova biološka majka, koja umire na porođaju.

- Marija Pereira je babica koja u trenutku ludila menja mesta Salemu i Šivi u porodilištu. Kasnije postaje Salemova dadilja, u pokušaju da se iskupi za svoj postupak i umiri savest.

- Šiva je dečak rođen u istom trenutku kada i Salem. On je biološko dete Ahmeda i Amine Sinaj, zamenjen na rođenju sa Salemom. On ima natprirodne sposobnosti borbe i tako postaje ratni heroj i major indijske vojske. Šiva je takođe biološki otac Salemovog sina Adama Sinaja.

- Džamila Sinaj (takođe zvana i Riđokosa Majmunčica i Džamila Pevaljka) je Salemova mlađa sestra, koja postaje najpoznatija pevačica u zapadnom Pakistanu.

- Parvati-Veštica je jedno od Dece ponoći, koja kasnije postaje Salemova prijateljica a zatim i supruga. Ona je majka Salemovog sina Adama Sinaja, čiji biološki otac je Šiva. Ubijena u policijskoj raciji sirotinjskih kvartova Bombaja.

- Adam Sinaj je Salemov sin, natprirodnog sluha i snage volje, koji međutim odbija da govori. Adam je deo drugog talasa Dece ponoći.

## Nagrade
Roman Deca ponoći osvojio je prestižnu Bukerovu nagradu, kao i Memorijalnu nagradu "Džejms Blek Tejt", obe 1981. godine. Takođe je dobio nagradu Najbolje od Bukera za najbolji roman koji je ikada osvojio Bukerovu nagradu, i to dva puta: 1993. i 2008. godine, na 15. i 40. godišnjicu Bukerove nagrade. Deca ponoći je jedini roman nekog indijskog pisca koji je ušao na listu 100 najboljih romana na engleskom jeziku britanskog lista Tajms.

## Kontroverze
Godine 1984, Indira Gandi je britanskom sudu podnela tužbu protiv knjige, tvrdeći da je uvređena jednom jedinom rečenicom u kojoj je sin Sandžaj Gandi optužuje da je svojom nepažnjom dovela do smrti njegovog oca. Gandijeva i Rušdi su se nagodili van suda tako što je Rušdi pristao da se sporna rečenica izbaci iz budućih izdanja romana.

## Pozorišne i TV adaptacije
Adaptaciju romana je u pozorištu izvelo Kraljevsko Šekspirovo Društvo, 2003. godine.
U pripremi je filmska adaptacija, koju će režirati indijska rediteljka Dipa Mehta, a scenario su tokom 2009. godine počeli da pišu Mehta i Rušdi. Rušdi će se u ovom filmu pojaviti u maloj ulozi, kao vidovnjak Ramram Set.